# 艾米·林恩·布拉德利失踪事件
艾米·林恩·布拉德利（Amy Lynn Bradley，1974年5月12日出生）是一名美国公民，于1998年3月底在“海洋狂想曲”皇家加勒比国际邮轮上失踪，当时游轮正停靠库拉索岛。后续搜索没有发现她的迹象，调查人员认为她不太可能落水。库拉索岛上有迹象表明布拉德利可能在此；1998年，一名游客在海滩上看到了一个像布拉德利的女人，1999年，美国海军的一名成员声称有一名妓院的妇女说她是布拉德利并要求他提供帮助。

## 案件历史
1998年3月21日，艾米·林恩·布拉德利，她的父母罗恩和伊娃以及她的弟弟布拉德参加了为期一周的“海上狂想曲巡游”。 3月24日上午，布拉德利与船上的蓝色兰花乐队一起在跳舞俱乐部喝酒。乐队成员阿利斯特·道格拉斯（绰号「黄色」）说他在凌晨1点左右与布拉德利分别。凌晨5点15分到5点30分，布拉德利的父亲罗恩看见她在客舱阳台上睡着了。当他于6点起床时，她已不在那里。他后来说：“我试图去找她。但我完全找不到她时，我真的不知道我该想些什么，因为艾米离开时不会不告诉我们她去哪里。”
当她最后一次被看到时，这艘船正在前往库拉索岛的安的列斯群島。在被发现失踪后不久，该船停靠在了库拉索岛。船上和海上的广泛搜索都没有发现她的踪迹。布拉德利是一名训练有素的救生员，调查人员表示没有证据表明她已经落水或自杀。
1998年和1999年间有人在库拉索岛可能看到了布拉德利。两名加拿大游客报告说，他们于1998年8月在库拉索岛的一处海滩上看到一名类似艾米的女子。据称这名女子的纹身与布拉德利的纹身相同。布拉德利的纹身包括一个塔斯马尼亚魔鬼，肩膀上的一个篮球，背部下方的一个太阳，右脚踝上的一个中国符号，肚脐上的一只蜥蜴。她还有一个肚脐环。一名海军成员表示，他在1999年曾在一家妓院看见过布拉德利。他声称她告诉他，“她的名字是艾米·布拉德利”，并且求他帮忙，“她说她被禁止离开”。
2005年还有一个可能的发现，一个名叫朱迪·莫雷尔的证人宣称他已经在巴巴多斯的一家百货公司洗手间看到了布拉德利。目击者称一名妇女与几名男子进入洗手间，威胁她遵守一个交易。当男人离开后，她走近了那个悲痛的女人。她声称这个女人说她的名字是艾米，是弗吉尼亚人。之后那个男人又进入了洗手间带走了女人。莫雷尔称当局根据她的叙述创作了一张三名男子和一名女子的复原草图。
布拉德利的母亲和父亲登上了2005年11月17日的一集《菲爾博士脫口秀》。 节目中她的父母得到了一个有像布拉德利的年轻女子照片的电子邮件，显示她可能被卖为性奴隸。
布拉德利家族提供了价值250,000美元悬赏能使布拉德利回家的情报，以及50,000美元悬赏可查证的位置信息。 联邦调查局则提供25,000美元悬赏能使她回家的情报。她的案件登上了美國電視節目《全美通緝令》與《失踪》（Disappeared）。